# لياركو غيرا
لياركو غيرا (بالإيطالية: Learco Guerra)‏ (مواليد 14 أكتوبر 1902 - الوفاة 07 فبراير 1963) كان دراج إيطالي في صنف سباق الدراجات على الطريق.

## سباقات أو مراحل فاز بها
- طواف فرنسا
- بطولة العالم لسباق الدراجات على الطريق
- طواف إيطاليا

## روابط خارجية
- لياركو غيرا على موقع أرشيف الدراجات (الإنجليزية)
- لياركو غيرا على موقع إحصائيات الدراجات الإحترافية (الإنجليزية)
- لياركو غيرا على موقع CycleBase (الإنجليزية)